# Anaglifo (relieve)
Se llama anaglifo al vaso o elemento arquitectónico consistente en una piedra abultada que se deja sin tallar en los edificios. 
Su objeto es poder tallar o grabar con posterioridad las imágenes o motivos que se deseen. Otros toman el anaglifo como el elemento que está tallado con figuras de relieve toscas. 